# National Express East Anglia
National Express East Anglia (NXEA) was een private, Britse spoorwegonderneming die passagiersdiensten exploiteerde in Anglia, het oosten van Engeland. Het was merknaam van de London Eastern Railway Ltd. in het Verenigd Koninkrijk en onderdeel van de National Express Group. Het bedrijf was bekend als "one railway" van 1 april 2004 tot 26 februari 2008.
De onderneming werd op 1 april 2004 opgericht, toen de Strategic Rail Authority besliste om de concessies van vier afzonderlijke operators, zijnde Anglia Railways, First Great Eastern, Stansted Express en een deel van WAGN, niet te verlengen. Dit paste in het beleid van de SRA om elk hoofdstation van Londen slechts door één maatschappij te laten bedienen.
NXEA is volledig eigendom van de National Express Group, een holding die ook eigenaar is van de spoorwegondernemingen c2c en National Express East Coast.
Op 5 februari 2012 werd deze concessie voor Greater Anglia overgenomen door Abellio (een onderneming van Nederlandse Spoorwegen), die de treindienst onder de naam Greater Anglia uitvoert.

## Treindiensten
Deze maatschappij verzorgde tot 5 februari 2012 onder andere de verbinding tussen Harwich en Londen, via Manningtree en Colchester. Andere verbindingen:
- Anglia (hoofdlijn): expresstreinen naar Colchester, Ipswich en Norwich; zijlijnen naar onder andere Lowestoft, Great Yarmouth, ...
- Great Eastern: Clemsford, Colchester, Ipswich, Southend
- West-Anglia: Cambridge, Enfield
- Stansted Express: luchthaventreinen